# Robert Roth

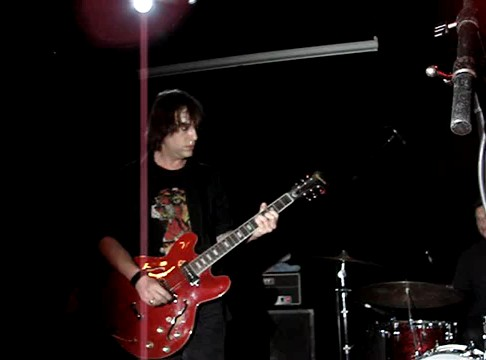
Robert Roth en un conciero de Truly en agosto de 2008.

Robert Roth (Seattle, Washington; 1966) es un músico estadounidense reconocido por su trabajo en la banda grunge Truly, grupo en el cual es vocalista, toca el melotrón y la guitarra, además de trabajar como productor en algunos discos de Truly. Actualmente, reside en Seattle.

## Truly
Su primera banda fue The Storybook Krooks, y luego de tocar unos años, finalmente se disuelve en 1989. Dos semanas más tarde, realiza una prueba de sonido para entrar como segundo guitarrista en Nirvana, ya que Jason Everman, el primer guitarrista se separó de la banda para unirse como bajista a Soundgarden.Mientras esperaba una respuesta por parte de Nirvana, conoció al baterista Mark Pickerel, quien en ese momento tenía un proyecto paralelo con Kurt Cobain y Chris Novoselic llamado Lithium, además de ser miembro fundador de Screaming Trees,aunque no estaba totalmente de acuerdo con la nueva dirección de la banda.
Más tarde, en conjunto con Mark Pickerel, realizaron un demo de cuatro canciones para Sub Pop, con quien firmarían para realizar su primer EP en 1990, ya con el nombre de Truly.
A principios de 1991, invitan a unirse a Truly a Hiro Yamamoto,  exbajista de Soundgarden, quién Mark Pickerel conocía cuando Screaming Trees hizo una gira con Soundgarden.
Luego de editar 2 discos más con la banda, Fast stories From Kid Coma y Feeling You Up, Truly entra en hiato.
En ese tiempo, colabora con el poeta punk Jim Carroll en su EP del año 2000 Runaway y con la banda indie Built to Spill en la realización de su disco Perfect from Now On.
A raíz del lanzamiento del disco de rarezas de Truly Twilight Curtains, se vuelve a juntar con Mark Pickerel para una gira por Europa, con un nuevo bajista y tecladista, para enfocarse en las voces y la guitarra.
Recientemente, Truly organizó una gira con los miembros originales de la banda, tocando en España en el Azkena Rock Festival de Vitoria. Esta fue su primera gira en 10 años, y la primera que tocaron en España.

## Carrera solista
En 2004 lanzó su primer disco en solitario titulado Someone, Somewhere con el sello discográfico Pattern 25 Records.Al igual que sus discos con Truly, no tuvieron un buen éxito comercial, pero fueron muy bien aclamados por la crítica.El disco está muy influenciado por la música de Tom Verlaine, de Television, de Brian Wilson, de The Beach Boys y de the Flaming Lips.
Las canciones de Someone, Somewhere hablan sobre temas actuales que afectan a la sociedad, como el atentado a las Torres Gemelas("Under the Ever-Watchful Eye" o "Yesterday's War") o de las protestas en Seattle contra la Organización Mundial del Comercio("StreetPlay '99").

## Discos en los que participa Robert Roth
- 1991, Truly (12", Single),Sub Pop
- 1993, Leslie's Coughing Up Blood (7", Single),Sub Pop
- 1995, Blue Flame Ford (vinilo), Capitol Records
- 1995, Fast Stories...From Kid Coma (2x(LP), CD),Sub Pop
- 1997, Feeling You Up (CD, vinilo), Thick Records
- 1997, Perfect From Now On (CD), Warner Bros. Records
- 2000, Runaway (EP), Kill Rock Stars
- 2000, Twilight Curtains (CD) Cargo/Headhunter U.K
- 2004, Someone, Somewhere (CD) Pattern 25 Records